# Отворено првенство САД у тенису 2011.
Отворено првенство Сједињених Држава у тенису 2011. је одржано у периоду од 29. августа до 12. септембра 2011. године у Њујорк Ситију. У појединачној конкуренцији титуле су освојили Новак Ђоковић и Саманта Стосур.

## Носиоци

### Мушкарци појединачно
| носилац | Стари пласман | Нови пласман | Тенисер               | Бодова | Брани бодова | Освојено бод. | Нови бодови | Статус                                             |
| ------- | ------------- | ------------ | --------------------- | ------ | ------------ | ------------- | ----------- | -------------------------------------------------- |
| 1       | 1             | 1            | Новак Ђоковић         | 13.920 | 1.200        | 2.000         | 14.720      | Победник, победио Рафаела Надала [2] у финалу      |
| 2       | 2             | 2            | Рафаел Надал          | 11.420 | 2.000        | 1.200         | 10.620      | Финалиста; Изгубио од Новака Ђоковића [1] у финалу |
| 3       | 3             | 3            | Роџер Федерер         | 8.380  | 720          | 720           | 8.380       | Изгубио од Новака Ђоковића [1] у полуфиналу        |
| 4       | 4             | 4            | Енди Мари             | 6.535  | 90           | 720           | 7.165       | Изгубио од Рафаела Надала [2] у полуфиналу         |
| 5       | 5             | 5            | Давид Ферер           | 4.200  | 180          | 180           | 4.200       | Изгубио од Ендија Родика [21] у 4. колу            |
| 6       | 6             | 6            | Робин Седерлинг       | 4.145  | 360          | 0             | 3.785       | Повукао се због болести                            |
| 7       | 7             | 7            | Гаел Монфилс          | 3.165  | 360          | 45            | 2.850       | Изгубио од Хуана Карлоса Ферера у 2. колу          |
| 8       | 8             | 8            | Марди Фиш             | 2.820  | 180          | 180           | 2.820       | Изгубио од Жо Вилфреда Тсонге [11] у 4. колу       |
| 9       | 9             | 9            | Томаш Бердих          | 2.690  | 10           | 90            | 2.770       | Изгубио од Јанка Типсаревића [20] у 3. колу        |
| 10      | 10            | 12           | Николас Алмагро       | 2.380  | 90           | 10            | 2.300       | Изгубио од Жилијена Бенетоа [WC] у 1. колу         |
| 11      | 11            | 10           | Жо Вилфред Тсонга     | 2.350  | 0            | 360           | 2.710       | Изгубио од Роџера Федерера [3] у четвртфиналу      |
| 12      | 12            | 11           | Жил Симон             | 2.325  | 90           | 180           | 2.415       | Изгубио од Џона Изнера [28] у 4. колу              |
| 13      | 13            | 15           | Ришар Гаске           | 2.080  | 180          | 45            | 1.945       | Изгубио од Иве Карловића [PR] у 2. колу            |
| 14      | 14            | 19           | Станислас Вавринка    | 2.035  | 360          | 45            | 1.720       | Изгубио од Доналда Јанга [WC] у 2. колу            |
| 15      | 15            | 16           | Виктор Троицки        | 1.935  | 10           | 10            | 1.935       | Изгубио од Алехандра Фаље у 1. колу                |
| 16      | 16            | 32           | Михаил Јужни          | 1.955  | 720          | 10            | 1.245       | Изгубио од Ернестса Гулбиса у 1. колу              |
| 17      | 17            | 21           | Јирген Мелцер         | 1.830  | 180          | 45            | 1.695       | Изгубио од Игора Куњицина у 2. колу                |
| 18      | 18            | 17           | Хуан Мартин Дел Потро | 1.800  | 0            | 90            | 1.890       | Изгубио од Жила Симона [12] у 3. колу              |
| 19      | 19            | 22           | Фернандо Вердаско     | 1.785  | 360          | 90            | 1.515       | Изгубио од Жо Вилфреда Тсонге [11] у 3. колу       |
| 20      | 20            | 13           | Јанко Типсаревић      | 1.740  | 90           | 360           | 2.010       | Изгубио од Новака Ђоковића [1] у четвртфиналу      |
| 21      | 21            | 14           | Енди Родик            | 1.680  | 45           | 360           | 1.995       | Изгубио од Рафаела Надала [2] у четвртфиналу       |
| 22      | 22            | 20           | Александар Долгополов | 1.530  | 10           | 180           | 1.700       | Изгубио од Новака Ђоковића [1] у 4. колу           |
| 23      | 23            | 25           | Радек Штјепанек       | 1.440  | 10           | 45            | 1.475       | Изгубио од Хуана Монака у 2. колу                  |
| 24      | 24            | 24           | Хуан Игнасио Чела     | 1.440  | 45           | 90            | 1.485       | Изгубио од Доналда Јанга [WC] у 3. колу            |
| 25      | 25            | 28           | Фелисијано Лопез      | 1.415  | 180          | 90            | 1.325       | Изгубио од Ендија Марија [4] у 3. колу             |
| 26      | 26            | 23           | Флоријан Мајер        | 1.405  | 10           | 90            | 1.485       | Изгубио од Давида Ферера [5] у 3. колу             |
| 27      | 27            | 26           | Марин Чилић           | 1.375  | 45           | 90            | 1.420       | Изгубио од Роџера Федерера [3] у 3. колу           |
| 28      | 28            | 18           | Џон Изнер             | 1.545  | 90           | 360           | 1.815       | Изгубио од Ендија Марија [4] у четвртфиналу        |
| ...     | 29            | 31           | Милош Раонић          | 1.312  | 35           | 0             | 1.277       | Повукао се због повреде                            |
| 29      | 30            | 33           | Микаел Љодра          | 1.280  | 90           | 45            | 1.235       | Изгубио од Кевина Андерсона у 2. колу              |
| 30      | 31            | 29           | Иван Љубичић          | 1.280  | 10           | 45            | 1.315       | Изгубио од Давида Налбандијана у 2. колу           |
| 31      | 32            | 30           | Марсел Гранољерс      | 1.243  | 45           | 90            | 1.288       | Изгубио од Хуана Карлоса Ферера у 3. колу          |
| 32      | 33            | 37           | Иван Додиг            | 1.207  | 70           | 10            | 1.147       | Изгубио од Николаја Давиденка у 1. колу            |

| носилац | Тенисер         | Бодова | Брани бодова | Освојено бод. | Нови бодови | Повукао се због |
| ------- | --------------- | ------ | ------------ | ------------- | ----------- | --------------- |
| 6       | Робин Седерлинг | 4.145  | 360          | 0             | 3.785       | болести         |
| 29      | Милош Раонић    | 1.312  | 35           | 0             | 1.277       | повреде кука    |

### Жене појединачно
| носилац | Стари пласман | Нови пласман | Тенисер                     | Бодова | Брани бодова | Освојено бод. | Нови бодови | Статус                                             |
| ------- | ------------- | ------------ | --------------------------- | ------ | ------------ | ------------- | ----------- | -------------------------------------------------- |
| 1       | 1             | 1            | Каролина Возњацки           | 9.335  | 900          | 900           | 9.335       | Изгубила од Серене Вилијамс [28] у полуфиналу      |
| 2       | 2             | 4            | Вера Звонарјова             | 6.820  | 1.400        | 500           | 5.920       | Изгубила од Саманте Стосур [9] у четвртфиналу      |
| ...     | 3             | 9            | Ким Клајстерс               | 6.501  | 2.000        | 0             | 4.501       | Повукла се због повреде стомачних мишића           |
| 3       | 4             | 2            | Марија Шарапова             | 6.346  | 280          | 160           | 6.226       | Изгубила од Флавије Пенете [26] у 3. колу          |
| 4       | 5             | 3            | Викторија Азаренка          | 5.995  | 100          | 160           | 6.055       | Изгубила од Серене Вилијамс [28] у 3. колу         |
| 5       | 7             | 6            | Петра Квитова               | 5.685  | 160          | 5             | 5.530       | Изгубила од Александре Дулгеру у 1. колу           |
| 6       | 6             | 5            | Ли На                       | 5.870  | 5            | 5             | 5.870       | Изгубила од Симоне Халеп у 1. колу                 |
| 7       | 8             | 8            | Франческа Скјавоне          | 4.995  | 500          | 280           | 4.775       | Изгубила од Анастасије Пављученкове [17] у 4. колу |
| 8       | 9             | 10           | Марион Бартоли              | 4.225  | 100          | 100           | 4.225       | Изгубила од Кристине Макхејл у 2. колу             |
| 9       | 10            | 7            | Саманта Стосур              | 3.880  | 500          | 2000          | 5.380       | Победница, победила Серену Вилијамс [28] у финалу  |
| 10      | 11            | 11           | Андреа Петковић             | 3.805  | 280          | 500           | 4.025       | Изгубила од Каролине Возњацки [1] у четвртфиналу   |
| 11      | 12            | 12           | Јелена Јанковић             | 3.270  | 160          | 160           | 3.270       | Изгубила од Анастасије Пављученкове [17] у 3. колу |
| 12      | 12            | 13           | Агњешка Радвањска           | 3.270  | 100          | 100           | 3.270       | Изгубила од Анђелике Кербер у 2. колу              |
| 13      | 14            | 15           | Шуај Пенг                   | 2.705  | 160          | 280           | 2.825       | Изгубила од Флавије Пенете [26] у 4. колу          |
| 14      | 15            | 22           | Доминика Цибулкова          | 2.565  | 500          | 100           | 2.165       | Изгубила од Ирине Фалкони у 2. колу                |
| 15      | 17            | 19           | Светлана Кузњецова          | 2.481  | 280          | 280           | 2.481       | Изгубила од Каролине Возњацки [1] у 4. колу        |
| 16      | 19            | 20           | Ана Ивановић                | 2.415  | 280          | 280           | 2.415       | Изгубила од Серене Вилијамс [28] у 4. колу         |
| 17      | 16            | 16           | Анастасија Пављученкова     | 2.500  | 280          | 500           | 2.720       | Изгубила од Серене Вилијамс [28] у четвртфиналу    |
| 18      | 20            | 18           | Роберта Винчи               | 2.350  | 5            | 160           | 2.505       | Изгубила од Андрее Петковић [10] у 3. колу         |
| 19      | 21            | 21           | Јулија Гергес               | 2.335  | 100          | 160           | 2.395       | Изгубила од Шуај Пенг [13] у 3. колу               |
| 20      | 22            | 24           | Јанина Викмајер             | 2.320  | 280          | 100           | 2.140       | Изгубила од Аље Кудрајцеве у 2. колу               |
| 21      | 23            | 25           | Данијела Хантухова          | 2.220  | 160          | 5             | 2.065       | Изгубила од Полин Пармантје у 1. колу              |
| 22      | 18            | 17           | Сабине Лисицки              | 2.478  | 100          | 280           | 2.658       | Изгубила од Вере Звонарјове [2] у 4. колу          |
| 23      | 24            | 26           | Шахар Пер                   | 2.115  | 280          | 100           | 1.935       | Изгубила од Слоан Стефенс [WC] у 2. колу           |
| 24      | 30            | 29           | Нађа Петрова                | 1.695  | 5            | 160           | 1.850       | Изгубила од Саманте Стосур [9] у 3. колу           |
| 25      | 29            | 28           | Марија Кириленко            | 1.735  | 160          | 280           | 1.855       | Изгубила од Саманте Стосур [9] у 4. колу           |
| 26      | 25            | 23           | Флавија Пенета              | 1.800  | 160          | 500           | 2.140       | Изгубила од Анђелике Кербер у четвртфиналу         |
| 27      | 26            | 27           | Луција Шафаржова            | 1.785  | 5            | 160           | 1.940       | Изгубила од Монике Никулеску у 3. колу             |
| 28      | 27            | 14           | Серена Вилијамс             | 1.780  | 0            | 1400          | 3.180       | Финалиста; Изгубила од Саманте Стосур [9] у финалу |
| ...     | 28            | 33           | Алиса Клејбанова            | 1.755  | 100          | 0             | 1.655       | Повукла се због повреде                            |
| 29      | 31            | 30           | Јармила Гајдошова           | 1.690  | 5            | 100           | 1.785       | Изгубила од Вање Кинг у 2. колу                    |
| 30      | 32            | 31           | Анабел Медина Гаригес       | 1.610  | 5            | 160           | 1.765       | Изгубила од Вере Звонарјове [2] у 3. колу          |
| 31      | 33            | 48           | Каја Канепи                 | 1.508  | 500          | 100           | 1.108       | Изгубила од Силвије-Солер Еспинозе [Q] у 2. колу   |
| 32      | 34            | 36           | Марија Хосе Мартинез Санчез | 1.505  | 100          | 5             | 1.410       | Изгубила од Моне Бартел у 1. колу                  |

## Такмичарске конкуренције

### Мушкарци појединачно
Новак Ђоковић је победио  Рафаела Надала, 6:2, 6:4, 6:7(3:7), 6:1
- То је Ђоковићу била 10. титула у години и 28. у каријери. Такође, ово му је био 3. освојени Гренд слем турнир у години и укупно 4. у каријери.

### Жене појединачно
Саманта Стосур је победила  Серену Вилијамс, 6:2, 6:3
- То је Стосуровој била прва титула у години и трећа у каријери. То је била њена прва Гренд слем титула.

### Мушки парови
Јирген Мелцер /  Филип Печнер су победили  Маријуша Фирстенберга /  Марћина Матковског, 6:2, 6:2

### Женски парови
Лизел Хубер /  Лиза Рејмонд су победиле  Вању Кинг /  Јарославу Шведову, 4:6, 7:6(7:5), 7:6(7:3)
- Хуберовој и Рејмондовој је ово била трећа заједничка титула на Отвореном првенству САД.

#### Мешовити парови
Мелани Уден /  Џек Сок су победили  Жизелу Дулко /  Едуарда Шванка, 7:6(7:4), 4:6, [10:8]
- Уден и Сок су постали 12. неносиоци који су освојили титулу на Отвореном првенству САД.

## Специјалне позивнице
| 1. Жилјен Бенето 2. Роби Ђинепри 3. Рајан Харисон 4. Стив Џонсон 5. Маринко Матошевић 6. Боби Рејнолдс 7. Џек Сок 8. Доналд Јанг | 1. Џил Крејбас 2. Лорен Дејвис 3. Кејси Делаква 4. Џејми Хемптон 5. Медисон Киз 6. Араван Резај 7. Алисон Риске 8. SСлоан Стефенс |

| 1. Џеф Дадамо / Остин Крајичек 2. Роби Ђинепри / Рин Вилијамс 3. Стив Џонсон / Денис Кудла 4. Бредли Клан / Дејвид Мартин 5. Тревис Перот / Боби Рејнолдс 6. Џек Сок / Џек Витроу | 1. Хилари Барт / Малори Бурдет 2. Саманта Крефорд / Медисон Киз 3. Лорен Дејвис / Никол Гибс 4. Алекса Глач / Џејми Хемптон 5. Мелани Уден / Аша Рол 6. Џесика Пегула / Тејлор Таунсенд 7. Алисон Риске / Слоан Стефенс |

### Мешовити парови
1. Ирина Фалкони /  Стив Џонсон
2. Кристина Фусано /  Дејвид Мартин
3. Ракел Копс-Џоунс /  Раџив Рам
4. Мелани Уден /  Џек Сок (Победници)
5. Абигаил Спирс /  Тревис Перот
6. Тејлор Таунсенд /  Доналд Јанг
7. Коко Вандевеј /  Ерик Буторац
8. Машона Вашингтон /  Мајкл Расел

## Квалификанти
| 1. Сергеј Бубка 2. Франк Данчевић 3. Џонатан Дезниере де Веижи 4. Роберт Фарах Максуд 5. Аугустин Генсе 6. Џеси Хута Галунг 7. Марсел Илхан 8. Малек Јазири 9. Роман Жуан 10. Жан-Рен Лиснар 11. Конор Ниланд 12. Вашек Поспишил 13. Го Соеда 14. Лук Соренсен 15. Жоао Соуза 16. Мајкл Јани Следећи играчи су срећни губитници: 1. Рожерио Дутра да Силва 2. Лукаш Лацко | 1. Јекатерина Бичкова 2. Џан Јунгжан 3. Виталија Дјаченко 4. Марина Ераковић 5. Стефани Форе Гакон 6. Река-Лука Јани 7. Карин Кнап 8. Михаела Крајичек 9. Нопаван Лертчевакарн 10. Ромина Опранди 11. Александра Панова 12. Уршула Радвањска 13. Лора Робсон 14. Силвија Солер-Еспиноза 15. Галина Воскобојева 16. Александра Вознијак |

| Пласман               | Мушкарци појединачно | Мушки парови | Жене појединачно | Женски парови |
| --------------------- | -------------------- | ------------ | ---------------- | ------------- |
| Победа                | 2.000                | 2.000        | 2.000            | 2.000         |
| Финале                | 1.200                | 1.200        | 1.400            | 1.400         |
| Полуфинале            | 720                  | 720          | 900              | 900           |
| Четвртфинале          | 360                  | 360          | 500              | 500           |
| Осмина финала         | 180                  | 180          | 280              | 280           |
| Треће коло            | 90                   | 90           | 160              | 160           |
| Друго коло            | 45                   | 0            | 100              | 5             |
| Прво коло             | 10                   | –            | 5                | –             |
| Квалификант           | 25                   | –            | 60               | –             |
| 3. коло квалификација | 16                   | –            | 50               | –             |
| 2. коло квалификација | 8                    | –            | 40               | –             |
| 1. коло квалификација | 0                    | –            | 2                | –             |

|                       | Мушкарци и жене појединачно | Мушки и женски парови | Мешовити парови |
| --------------------- | --------------------------- | --------------------- | --------------- |
| Победник              | 1.800.000$                  | 420.000$              | 150.000$        |
| Финалиста             | 900.000$                    | 210.000$              | 70.000$         |
| Полуфиналисти         | 450.000$                    | 105.000$              | 30.000$         |
| Четвртфиналисти       | 225.000$                    | 50.000$               | 15.000$         |
| 4. коло               | 110.000$                    | 25.000$               | 10.000$         |
| 3. коло               | 55.000$                     | 15.000$               | 5.000$          |
| 2. коло               | 31.000$                     | 10.000$               | –               |
| Прво коло             |                             | –                     | –               |
| Квалификанти          | 8.000$                      | –                     | –               |
| 2. коло квалификација | 5.625$                      | –                     | –               |
| 1. коло квалификација | 3.000$                      | –                     | –               |

| Завршница Отвореног првенства САД | Олимпус САД опен серија 2011. | Олимпус САД опен серија 2011. | Олимпус САД опен серија 2011. | Олимпус САД опен серија 2011. | Олимпус САД опен серија 2011. | Олимпус САД опен серија 2011. |
| Завршница Отвореног првенства САД | 1. место                      | 1. место                      | 2. место                      | 2. место                      | 3. место                      | 3. место                      |
| --------------------------------- | ----------------------------- | ----------------------------- | ----------------------------- | ----------------------------- | ----------------------------- | ----------------------------- |
| Победник                          | 1.000.000$                    | 1.000.000$                    | 500.000$                      | 500.000$                      | 250.000$                      | 250.000$                      |
| Финалиста                         | 500.000$                      | 500.000$                      | 250.000$                      | 250.000$                      | 125.000$                      | 125.000$                      |
| Полуфиналисти                     | 250.000$                      | 250.000$                      | 125.000$                      | 125.000$                      | 62.500$                       | 62.500$                       |
| Четвртфиналисти                   | 125.000$                      | 125.000$                      | 62.500$                       | 62.500$                       | 31.250$                       | 31.250$                       |
| 4. коло                           | 70.000$                       | 70.000$                       | 35.000$                       | 35.000$                       | 17.500$                       | 17.500$                       |
| 3. коло                           | 40.000$                       | 40.000$                       | 20.000$                       | 20.000$                       | 10.000$                       | 10.000$                       |
| 2. коло                           | 25.000$                       | 25.000$                       | 12.500$                       | 12.500$                       | 6.250$                        | 6.250$                        |
| 1. коло                           | 15.000$                       | 15.000$                       | 7.500$                        | 7.500$                        | 3.750$                        | 3.750$                        |
| Награђени                         | Марди Фиш                     | 70.000$                       | Новак Ђоковић                 | 500.000$                      | Џон Изнер                     | 31.250$                       |
| Награђени                         | Серена Вилијамс               | 500.000$                      | Агњешка Радвањска             | 12.500$                       | Марија Шарапова               | 10.000$                       |